# Johann Georg Sturm
Johann Georg Sturm, né en 1742 et mort en 1793, est un illustrateur allemand d'histoire naturelle, connu pour ses planches dans Joseph Gärtner, De Fructibus et Seminibus Plantarum et pour avoir co-écrit Deutschlands Flora in Abbildungen. Il était le père de Jacob Sturm (1771–1848), un entomologiste réputé, qui a gravé les illustrations du supplément de De Fructibus et Seminibus Plantarum.

## Biographie
Johann Georg Sturm est le fils de Daniel Sturm. Il apprend le métier de graveur à Bâle. Il grave une série de planches pour Johann Caspar Lavater pour son Physiognomische Fragmente. Il travaille ensuite pour le Göttingen Musenalmanach. Ses gravures montrent souvent des portraits, tels que des représentations de Voltaire et des paysages de montagne. Sturm retourne à Nuremberg et achète en 1778 une maison au numéro 25 de la Lorenzer Platz, qu'il revend plus tard. De 1783 à 1793, il est actif en tant que graveur indépendant.
Le 10 juillet 1770, Sturm épouse Ursula Barbara (née Landeck), une fille de l'horloger Achatius Landeck. Le couple a plusieurs enfants. Il forme d'abord lui-même son fils Jacob Sturm comme graveur et participe à sa spécialité d'illustrations botaniques. Sa fille Christina Clara Sophia épouse le peintre Georg Jacob Messerer.

## Quelques œuvres

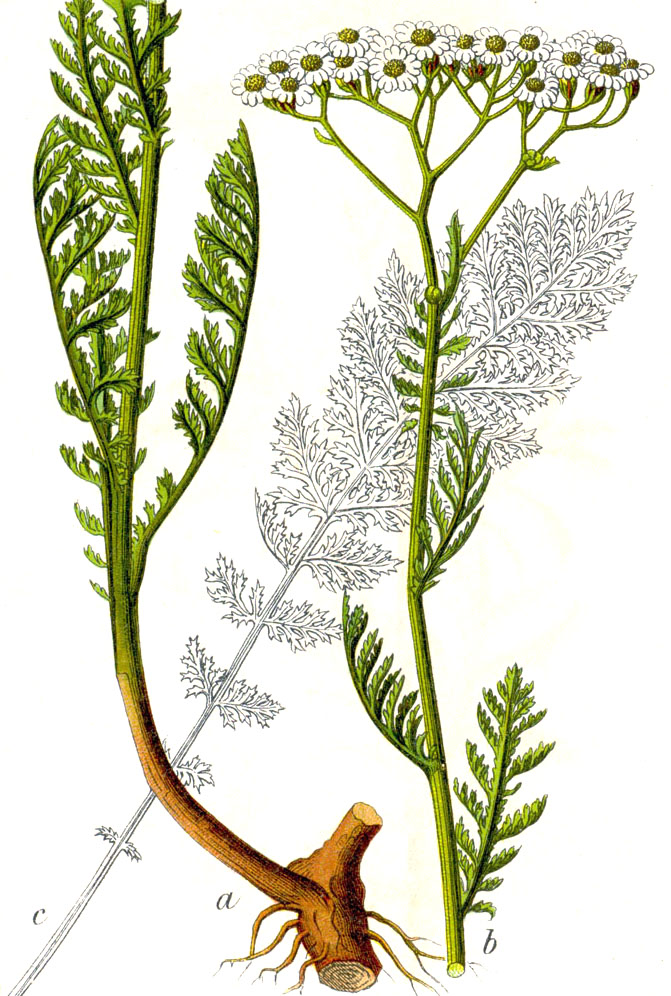
Achillée noble (Achillea nobilis).
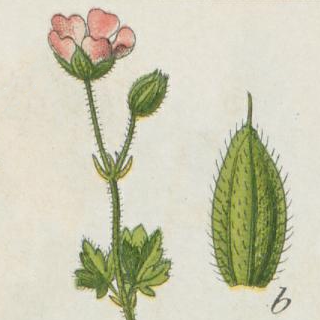
Geranium divaricatum.
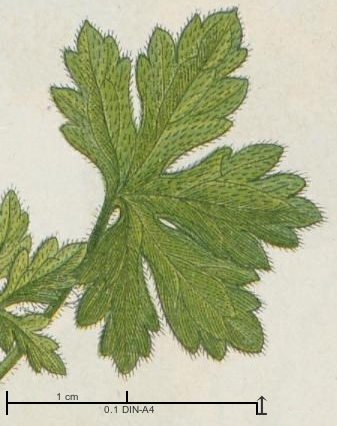
Détail d'une feuille de Geranium divaricatum.
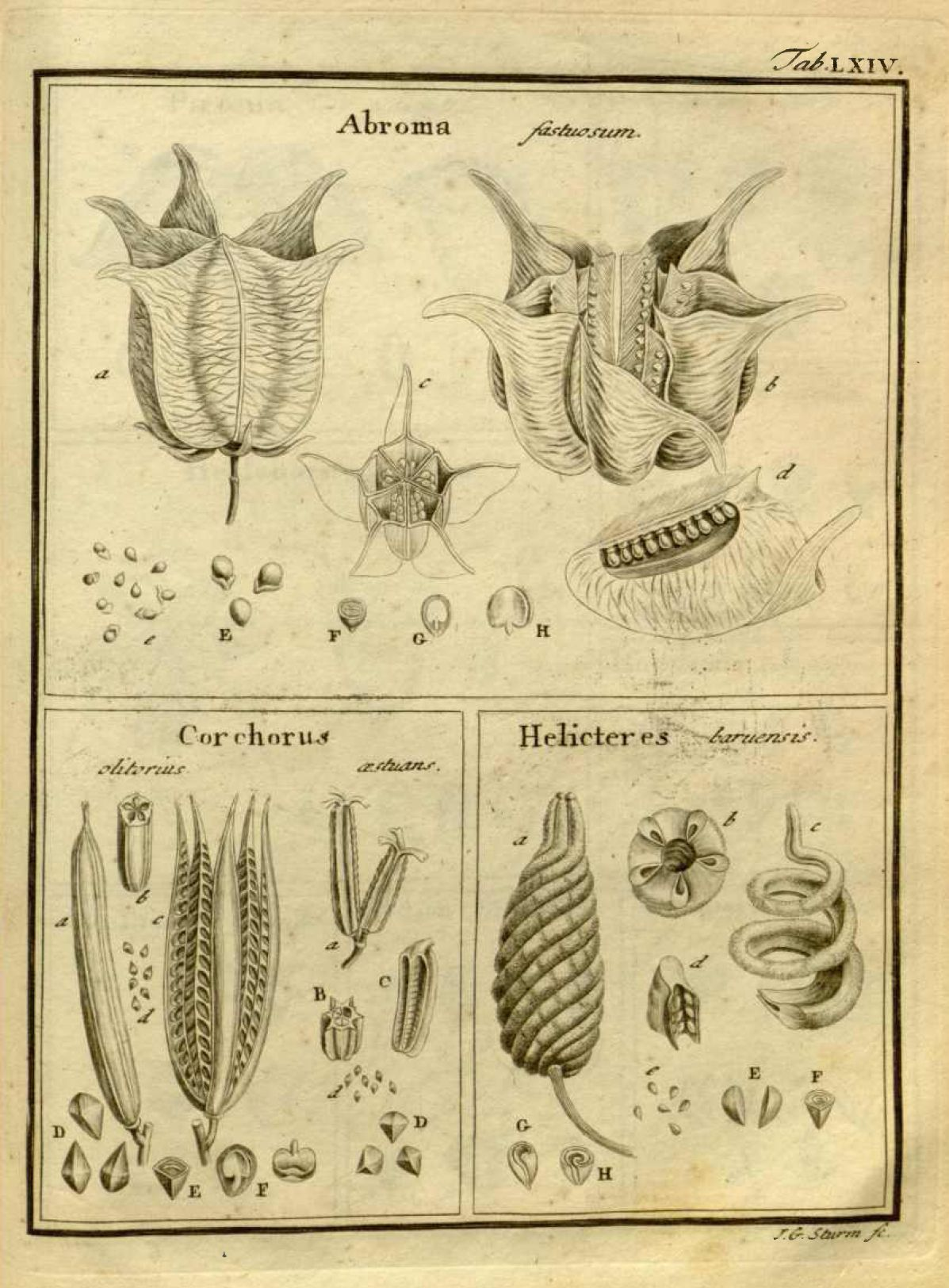
Planche dans De Fructibus et Seminibus Plantarum.
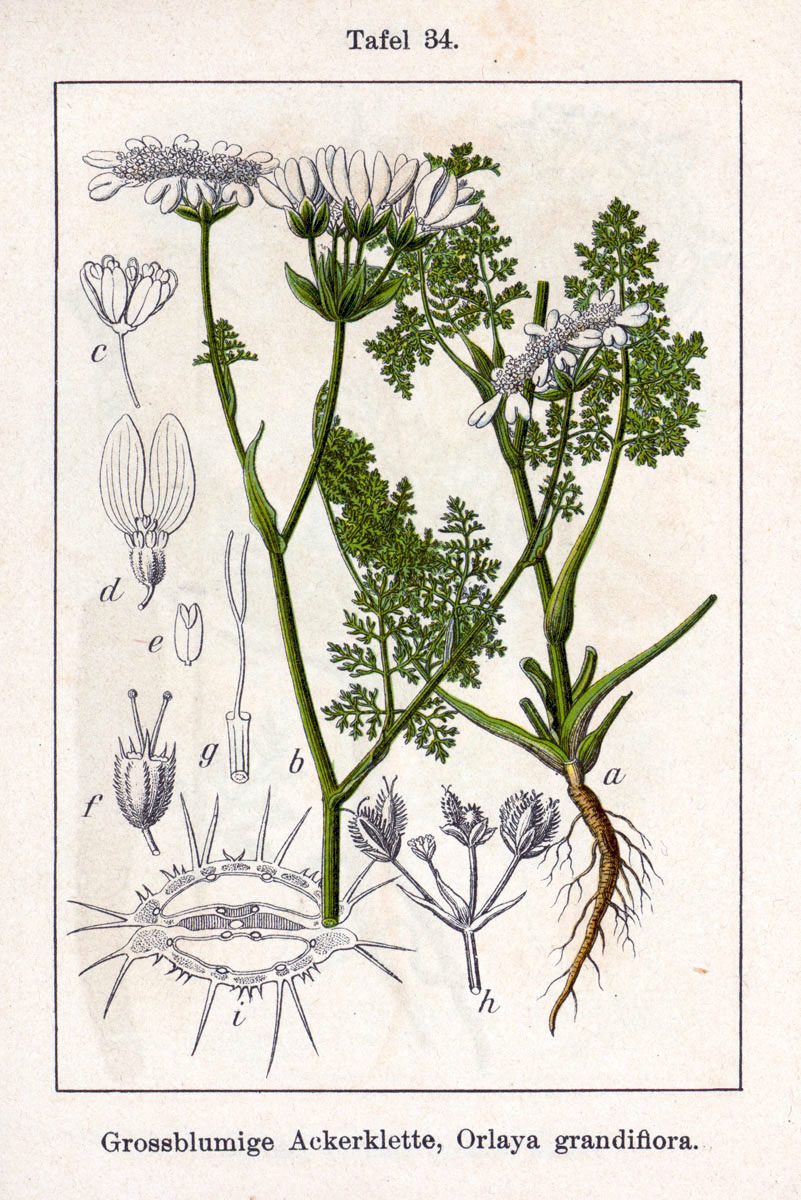
Orlaya grandiflora.